# Heidi Zimmermann
Heidi Zimmermann (1º maggio 1946) è un'ex sciatrice alpina austriaca.

## Biografia
Sciatrice polivalente originaria di Hohenems e sorella di Edith, a sua volta sciatrice alpina, Heidi Zimmermann debuttò in campo internazionale in occasione della discesa libera delle Goldschlüsselrennen disputata a Schruns il 17 gennaio 1963 (27ª). Nel 1666 si classificò 3ª sia nella discesa libera del trofeo Arlberg-Kandahar, disputata a Mürren l'11 marzo, sia nello slalom gigante della Harriman Cup (Sun Valley, 27 marzo); in seguito vinse lo slalom gigante di Farellones del 23 luglio e ai successivi Mondiali di Portillo 1966, sua unica presenza iridata, vinse la medaglia d'argento nello slalom gigante, quella di bronzo nella combinata e si piazzò 9ª nella discesa libera e 18ª nello slalom speciale.
In Coppa del Mondo esordì nella gara inaugurale del circuito femminile, lo slalom speciale di Oberstaufen del 7 gennaio 1967 (10ª), ottenne il miglior risultato il 14 marzo 1969 a Mont-Sainte-Anne in slalom gigante (4ª) e prese per l'ultima volta il via il 30 gennaio 1970 a Garmisch-Partenkirchen in discesa libera (28ª); il 27 febbraio seguente fu 3ª nello slalom gigante di Les Mosses e chiuse la carriera alla Coppa delle Sei Nazioni alla fine di quella stessa stagione: la sua ultima gara fu lo slalom gigante disputato a Pra Loup il 22 marzo, chiuso dalla Zimmermann al 16º posto. Non prese parte a rassegne olimpiche.

## Palmarès

### Mondiali
- 2 medaglie:
  - 1 argento (slalom gigante a Portillo 1966)
  - 1 bronzo (combinata a Portillo 1966)

### Coppa del Mondo
- Miglior piazzamento in classifica generale: 16ª nel 1967

### Campionati austriaci
- 3 medaglie:
  -  1 ori (slalom gigante nel 1969)
  -  2 bronzi (slalom gigante nel 1966; combinata nel 1969)[senza fonte]